# 爱与黑暗的故事
《爱与黑暗的故事》（希伯來語： Sipur al ahava ve choshech ) 是以色列作家阿莫司・奥兹的回忆录，于 2002 年首次以希伯来语出版。
该书已被翻译成 28 种语言，全球销量超过 100 万册。
2011 年，在伊拉克北部的一家书店发现了盗版库尔德语翻译。据报道，奥兹很高兴。 

## 创作背景
本书记录了奥兹的大部分早期生活，包括他伯祖父研究的家族史。它描述了他以前没有传达过的一些事件。例如，在写这本书之前，奥兹避免与父亲讨论他母亲 1952 年的自杀事件，也避免公开写这件事。 

## 内容概括
奥兹记录了他在耶路撒冷的童年，在巴勒斯坦託管地的最后几年和以色列国的早期。本书题目中的爱和黑暗指的是他的母亲，在他还是个男孩的时候，他的母亲患有严重的抑郁症，导致她结束了自己的生命。这本书试图描述奥兹对母亲的感情以及失去她的痛苦。在她死后，他在胡尔达基布兹度过了他的少年时光。
他的父母:范尼娅・穆斯曼和父亲 阿里耶・克劳斯纳是书中的重要人物。重要的是，他母亲 1952 年服用过量的安眠药成为该作品的探索点，对他童年和青年时期的其他部分展开了深入探索。作为一个孩子，他与以色列社会的知名人士相遇，其中包括萨缪尔・约瑟夫・阿格农 、 萨乌尔・切尔尼霍夫斯基和戴维·本-古里安 。以色列诗人塞尔达他的一位老师。历史学家约瑟夫·克劳斯纳是他的叔叔。
奥兹的故事与他家族东欧根源的故事交织在一起。他最初的姓氏是克劳斯纳。奥兹通过将自己的名字改为希伯来名字，将自己与父亲分开。

## 电影改编
娜塔莉·波特曼持有的一家制作公司获得了该书的电影版权。 波特曼于 2014 年 2 月在耶路撒冷开始拍摄这部电影。这部电影标志着她的导演长片处女作，她还扮演奥兹的母亲一角.

## 评价
这本书很受欢迎，获得了多个奖项和一些积极的评价。这本书的销量也很高， 《卫报》评论员琳达・格兰特称这本书是“以色列历史上最畅销的文学作品”。 格兰特将这本书描述为“我读过的最有趣、最悲惨和最感人的书之一”，以及“对一个家庭、一个时间和一个地点的证明”。 
纽约杂志评论家鲍里斯・卡奇卡形容这部小说写得非常好，虽然“有时曲折”，但总的来说是“复杂而灼热的纪念”。 犹太图书委员会评论员马龙 L. 瓦克斯蒙称这部小说是他本人和“以色列的出生和早年”的“一部精湛的双重回忆录”。 对 瓦克斯蒙 来说，“这是一本重要且收获颇丰的书，内容细腻，人物刻画令人难忘。” 

## 争议
2011 年 3 月，奥兹向被监禁的坦齐姆前领导人马尔万・巴格豪特送去了《爱与黑暗的故事》阿拉伯文译本的副本，并附有他个人在希伯来语中的题词：“这个故事是我们的故事，我希望你能阅读并理解我们，因为我们理解你，希望能在外面见到你，平安地见到你”。 这一姿态受到了右翼政党成员的批评， 其中包括 Likud MK 齐皮霍・托维利 。 事件发生后，阿萨夫・哈罗菲医院取消了奥兹在杰出医师颁奖典礼上发表主题演讲的邀请，引发了对此医院的广泛批评。 

## 获奖
- 2005 年： JQ 温盖特奖，非小说类
- 2005 年： Koret 犹太图书奖、传记、自传或文学研究
- 2005 年：全国犹太图书奖年度犹太图书[11]